# Родик Костянтин Костянтинович
Костянти́н Костянтинович Ро́дик (народився 14 січня 1955 року у м. Душанбе, ТаджРСР) — український літературний критик та журналіст.

## Життєпис
Навчався в Дніпропетровському державному університеті (1973—1978), спеціальність «Російська мова і література».
У 1979—1986 рр. працював в районній газеті, з 1989 р. — кореспондент «Комсомольського прапора», автор і редактор книжкових видань.
Був головним редактором тижневика «Друг читача» (з 1992 р.) і в той же час (з 1993 р.) — головним редактором журналу «Книжник-review», з 1993 до 1999 року вів оглядові для літератури рубрики у низці українських і російських періодичних видань, а також радіо- і телепередачі, присвячені літературі.
Автор і ведучий телепрограми «Філобіблон» і телерубрики «Бібліоман» в програмі «Телеманія» (канал «1+1»).
У 1994–1996 роках — радник міністра України у справах преси і інформації, в 1996—1999 роках — керівник відділу політичної аналітики і прогностики апарату Кабінету Міністрів України, начальник управління зв'язків з партіями і громадськими організаціями Кабінету Міністрів України.
Лауреат премії ім. Василя Стуса (2000). Лауреат рейтингу «Золота фортуна» (2001). Найкращий книжковий журналіст Форуму видавців у Львові (2001, 2003). Почесна нагорода НСПУ (2005).
Керівник рейтингу «Книжка року». У 2005 та 2006 роках був членом журі премії «Книга року Бі-Бі-Сі».
Живе та працює у Києві.

## Літературний внесок
Автор численних аналітико-проблемних публікацій на книжкову тематику (близько 1000). Автор книги «Невивчені уроки Ситіна або Гоголізація триває» (2000), розпорядник мініенциклопедій книжкового року «Український best» (2000, 2001, 2002, 2003, 2004, 2005).